# Bataille d'Aarsal
Guerre civile syrienne
Conflit au Liban
Batailles
- Sidon
- Aïn el-Jaouzé
- Ras al-Maara
- Aarsal
- Tallet al-Hamra
- Jouroud Aarsal
- Qaa et Ras Baalbeck

La bataille d'Aarsal ou Ersal est un épisode du conflit au Liban qui se déroule du 2 au 7 août 2014, pendant la guerre civile syrienne.

## Prélude
Pendant la guerre civile syrienne, la ville libanaise d'Aarsal, située près de la frontière syrienne, accueille des dizaines de milliers de réfugiés syriens. La population d'Aarsal passe ainsi de 40 000  à   100 000 personnes. Cependant des rebelles syriens établissent également une base arrière près de la ville,.

## Déroulement
Le 2 août 2014, Imad Ahmad Jomaa, un Syrien membre du Front al-Nosra est arrêté par les autorités libanaises. Le même jour, dans l'après-midi, des hommes armés encerclent puis attaquent des postes de contrôle de la région, puis ils s'en prennent à un poste de police à Aarsal. Deux civils sont tués dans cette dernière attaque. Le général libanais Jean Kahwaji déclare que les attaques des djihadistes ne sont pas des représailles à l'arrestation de Jomaa, elles auraient été longuement planifiées.
Forts de 3 000 hommes dans les environs d'Aarsal et disposant de blindés, les rebelles syriens parviennent à prendre le contrôle de la plus grande partie la ville, ainsi que d'une caserne. Ils tentent également de prendre une colline stratégique afin de couper les lignes de ravitaillement de l'armée,,. Mais quelques heures après, les forces libanaises se réorganisent, contre-attaquent et reprennent la plupart des positions perdues.
Le 4 août, de violents combats continuent d'opposer l'armée libanaise et les djihadistes syriens dans les environs d'Aarsal. L'armée libanaise tire au canon sur les collines surplombant la ville et où se trouvent un grand nombre d'insurgés. Une station d'essence de la ville est touchée par des obus.

## Pertes
Le 3 août, le général Jean Kahwaji annonce que le bilan est du côté de l'armée de 10 « martyrs », 25 blessés, dont quatre officiers et 13 soldats « portés disparus, possiblement retenus prisonniers ».
Le 4 août, l'armée libanaise affirme que ses pertes sont de 16 tués, dont 2 officiers, 86 blessés et 33 disparus, dont 20 policiers et 22 soldats. Du côté des islamistes, les combats ont fait plusieurs dizaines de morts. Plus de 50 corps de combattants islamistes sont découverts dans la ville par des soldats libanais,,.
Le 9 août, l'armée libanaise annonce que ses pertes sont de 18 morts, après qu'un soldat a succombé à ses blessures le jour même.
Selon le Haut Commissariat des Nations unies pour les réfugiés (HCR), 38 civils ont été tués et 268 blessés lors des combats.

## Conséquences
Le Liban était resté neutre dans la guerre civile syrienne, mais le 4 août le gouvernement syrien exprime son soutien à l'armée libanaise dans sa lutte contre « le terrorisme takfiri ». De son côté l'Arabie saoudite avait octroyé trois milliards de dollars à l'armée libanaise pour acheter des armes à la France. Le premier ministre libanais Tammam Salam annonce avoir « demandé aux autorités françaises d’accélérer la livraison des armes déjà approuvée dans le cadre d'un accord d'armement financé par l'Arabie saoudite ». Le gouvernement français réitère d'ailleurs son soutien au Liban et condamne « les attaques contre l'armée et les forces de sécurité intérieure libanaises ».

## Négociations concernant les prisonniers
Le 4 août, deux membres du Comité des oulémas musulmans, regroupant des cheikhs salafistes, ont été légèrement blessés ainsi que leurs deux accompagnateurs à l'entrée d'Aarsal par des tirs d'inconnus. L'équipe se trouvait à Aarsal pour négocier le retrait des djihadistes et la libération de 22 soldats et 20 policiers qu'ils retiennent.
Le 6 août, les djihadistes relâchent trois prisonniers mais détiennent toujours 19 soldats et 20 policiers.
Après des négociations avec l'État libanais, Aarsal est finalement désertée par les djihadistes le 7 août.
Fin août et début septembre, deux soldats libanais capturés à Aarsal, un sunnite et un chiite, sont décapités par l'État islamique. Le 20 septembre, le Front al-Nosra annonce à son tour avoir exécuté un de ses prisonniers.
Le 1er décembre 2015, après plusieurs mois de négociations, 16 soldats et policiers libanais sont relâchés par le Front al-Nosra lors d'un échange de prisonniers. Un accord est conclu avec la médiation du Qatar. En contrepartie, 13 personnes sont libérées, dont Sadja al Doulaimi, sœur d'un émir du Front al-Nosra qui fut également une ancienne épouse d'Abou Bakr al-Baghdadi. Neuf soldats sont portés disparus jusqu'en août 2017, où huit corps sont découverts lors de l'offensive du Jouroud de Qaa et Ras Baalbeck. Le neuvième disparu aurait fait défection en faveur de l'EI,,.